# Ornö socken
Ornö socken i Södermanland ingick i Sotholms härad, ingår sedan 1971 i Haninge kommun och motsvarar från 2016 Ornö distrikt.
Socknens areal är 72,61 kvadratkilometer, varav 70,01 land. År 2000 fanns här 261 invånare.  Sockenkyrkan Ornö kyrka ligger i socknen.

## Administrativ historik
Ornö församling bildades senast 1607 genom en utbrytning ur Österhaninge församling, i syfte att det existerande kapellet på Ornö skulle bli församlingskyrka i ett nybildat skärgårdspastorat omfattande Ornö, Utö, Nämndö och Runmarö. Klagomål inkom dock snart från Österhaninge, där man inte kunde vara utan öarna, och 1619 blev de åter lagda under Österhaninge församling. Beslutet 1619 kom dock inte att verkställas förrän 1636, då Tyresö i stället bröts ut från Österhaninge. Ornö blev en fristående jordebokssocken 1890.
Vid kommunreformen 1862 övergick socknens ansvar för de kyrkliga frågorna till Ornö församling och för de borgerliga frågorna till Ornö landskommun. Landskommunen inkorporerades 1952 i Dalarö landskommun som 1959 uppgick i Österhaninge landskommun som 1971 uppgick i Haninge kommun. Församlingen uppgick 2002 i Dalarö-Ornö-Utö församling.
1 januari 2016 inrättades distriktet Ornö, med samma omfattning som församlingen hade 1999/2000.  
Socknen har tillhört län, fögderier, tingslag och domsagor enligt vad som beskrivs i artikeln Sotholms härad. De indelta båtsmännen tillhörde Första Södermanlands båtsmanskompani.

## Geografi och natur
Ornö socken utgörs av Ornö och kringliggande öar som Kymmendö och Huvudskär, mellan Jungfrufjärden och Mysingen. Socknen består mest av skog och kalt berg med höjder som i väster på huvudön når över 50 meter över havet.
Det finns hela sju naturreservat i socknen. Gålö som delas med Österhaninge socken, Fjärdlång, Huvudskär, Stora och Lilla Sandböte samt Sundby ingår alla i EU-nätverket Natura 2000 medan Huvudholmen och Ålandsskär är kommunala naturreservat.
En sätesgård var Sundby herrgård.

## Fornlämningar
Från bronsåldern finns stensättningar.

## Befolkningsutveckling
Befolkningen ökade från 461 1810 till 597 1870 varefter den minskade till 172 1970 då den var som minst under 1900-talet. Till 1990 ökade folkmängden något till 201 invånare.

## Namnet
Namnet (1300 Ornä) kommer från huvudön innehåller or eller orun/oran i båda fallen i betydelsen 'skydd' då syftande på att ön från den inre farleden utgjort ett skydd mot havets stormar.